# Cao Côn
Charles Kuen Kao (phồn thể: 高錕; giản thể: 高锟; bính âm: Gāo Kūn – Cao Côn; 4 tháng 11 năm 1933 – 23 tháng 9 năm 2018) là một nhà khoa học gốc Trung Quốc có hai quốc tịch Mỹ và Anh. Ông được trao giải Nobel Vật lý năm 2009 nhờ các phát hiện quan trọng để chế tạo ra cáp quang, cùng với Willard S. Boyle và George E. Smith.
Charles K. Kao sinh năm 1933 tại thành phố Thượng Hải, Trung Quốc. Ông lấy bằng tiến sĩ tại trường Cao đẳng Đế quốc London, Anh về ngành điện tử. Charles K. Kao từng giữ chức vụ giám đốc phòng thí nghiệm Standard Telecommunication, Harlow và phó chủ tịch Đại học Trung Hoa Hồng Kông. Ông nghỉ hưu vào năm 1996.